# 企鵝美眉
《企鵝美眉》是日本漫畫家高橋哲哉（高橋てつや）於秋田書店漫畫雜誌《週刊少年Champion》連載的日本漫畫作品，之後改於《Champion RED》繼續連載並更名《企鵝美眉MAX》，單行本共7卷。後來改編成網路動畫《企鵝美眉♥心》（ペンギン娘♥はぁと）於2008年4月19日至11月25日共發佈22集。

## 概要
高橋哲哉以創作《小魔女DoReMi》與《光之美少女系列》同人誌（以十八禁同人誌為主）起家，《企鵝美眉》是他的第一部商業漫畫。
《企鵝美眉》首先在《週刊少年Champion》2006年21至25號密集連載5話，隨即在《週刊少年Champion》2006年26號至2007年52號正式連載。在《週刊少年Champion》連載完畢後，《Champion RED》2008年2月號開始連載《企鵝美眉》的續集《企鵝美眉MAX》；依據高橋哲哉說明，「MAX」一詞沒有特別的意義，內容變化最大的是每一回的頁數增加了，而且尺度比較寬鬆而「可以隨心所欲畫小褲褲」，也將重新逐一介紹在《週刊少年Champion》連載時受限於每一回的頁數而無法深刻描述的人物。

## 登場人物
南極櫻（配音員：片岡梓）
第一女主角。初登場時14歲，小名「小櫻」，綽號「企鵝」、「企企」，轉學就讀私立北極學園2年1班。她是全球第一大財閥「南極財團」的後繼總裁，擁有巨乳細腰的身材，家住高度363公尺的北極町最高建築物「南極大樓」，卻是一個「A Girl」（《企鵝美眉》原創詞彙，意指「沒有理由地愛上動畫或漫畫人物的女孩子」），非常喜歡萌的人、事、物，興趣是穿著電視動畫人物的衣服玩cosplay，看得懂的漢字沒幾個。特徵為呆毛、天然呆與冒失娘，價值觀完全以動畫為中心，最喜歡的動畫是給兒童看的動畫《竹筍子》系列。她的身體耐寒而不耐高溫，在南極家位於南極的別墅「南極邸」內攝氏-23度的環境中只會覺得涼快而不會覺得寒冷。cosplay會使她的身體能力產生飛躍性的提升（例如扮成忍者時，就具有相關能力），但cosplay終止時（例如扮成眼鏡娘時，眼鏡摔落地面）的身體能力會回復為原本的笨拙。
她與擇捉鯨（小鯨）經常打打鬧鬧，雖然常被小鯨打到大量失血而倒地，但是兩人感情很好。當她看到小鯨有煩惱時，她總是主動幫助小鯨，但總是適得其反。在漫畫版第21話中，小鯨與小櫻競選北極學園第69屆學生會會長，兩人得票數並列第一高票時，小櫻誤將投給小鯨的票投入自己的票箱；結果小櫻當選會長，小鯨當選副會長。
她具有主角威能：即使被小鯨打到頭顱噴血，也能精神抖擻地爬起來。
擇捉鯨（配音員：伊瀨茉莉也）
第二女主角。小名「小鯨」，初登場時14歲，北極學園2年1班學生，座位在小櫻左邊，髮色為粉紅色，是個體育全才，曾任2年1班體育股長與第69屆學生會副會長，最討厭的科目是英語。小櫻轉學入北極學園2年1班的第一天，稱她是「竹筍子眉毛同學」。
她的父親是空手道道場「擇捉道場」的師父，從小就以養育男孩子的方式養育她，強迫她經歷嚴苛的空手道修行（包括從水壩頂端扔她下水、強迫她空手打倒白熊）；所以她從小就被理短髮且擅長空手道，但她只希望能做一個普通的女孩子，不過在那之前要先打敗父親。由於父親的養育，小時候的她認為自己是個男孩子。8歲時的她，在北極商店街遇見同樣是8歲但互不相識的小櫻，對小櫻一見鍾情，甚至向小櫻告白；但當時小櫻一聽到商店街廣播「《小〇女Do〇Mi》DVD今天只剩下最後一套」就自動將她彈開且衝去用現金買《小〇女Do〇Mi》DVD，遂無疾而終。
她非常厭惡小櫻的「宅氣」與笨拙，經常罵小櫻是「宅女」、「笨企鵝」，容易被小櫻的言行激怒，總是把小櫻打到大量失血而倒地；但每與小櫻打打鬧鬧一回，兩人的感情反而越來越好。她看似強悍，其實很怕鬼；在《企鵝美眉》漫畫版第148話中，她被鬼屋內的真的浮遊靈嚇哭後昏倒。
在《企鵝美眉MAX》中，她在校內擁有自己的後援會「熱情☆觀察」，但她不承認此後援會。
栗尾妮妮（配音員：南條愛乃）
第三女主角。小名「妮妮」，初登場時14歲，北極學園2年1班學生，平時在其家業「栗尾神社」擔任巫女，口頭禪是「哎呀呀」。她無論何時都是笑臉迎人，以同等的溫柔對待週遭的人，溫柔如慈母，有著老奶奶的智囊袋般的豐富知識，被週遭的人稱為「老媽子」，不知「發怒」為何物；她雖然擅長栗尾家世世代代傳承的「栗尾神社流」護神術，但使用護神術時同樣是笑臉迎人。她的溫柔足以感化對手，不流血即能讓對手屈服。
她的頭髮中插著栗尾神社的「護神簪」與「疾風簪」，是「栗尾神社流」護神術的武器，可以割斷鐵。
在漫畫版中，只有她會稱呼小櫻為「企企」。
在漫畫版第17話中，她與小鯨一起上學途中，她向小鯨告知她偷偷提名小鯨參選第69屆學生會會長，小櫻隨即表態參選。
南極楓（配音員：日高里菜）
小櫻的妹妹，小名「小楓」，初登場時8歲，北極小學3年2班學生。個性認真、懂事，經常來北極學園幫小櫻收拾小櫻因沉迷動畫而起的爛攤子（例如該帶去學校的東西沒帶），同時公然對小櫻說教，把小櫻偷偷買的動畫相關商品丟掉，但會偷偷買動畫相關商品送給小櫻。
陳香（配音員：野川櫻）
僑居中國的日本僑民，小名「小香」，是小鯨的青梅竹馬，髮型為雙馬尾加包包頭，牙齒有虎牙，擅長中國功夫「鯱極拳」，是「鯱極拳」正式繼承人，自稱為了讀書、學習武術與「打倒小鯨」而返回日本，轉學就讀北極學園2年1班。講話常以「鯱」（チ）字結尾。
故事開始時的8年前，小香與小鯨約定，只要她打倒小鯨，小鯨就必須成為她的男朋友；但當時她不知道小鯨是女生。
席巴斯（配音員：石井康嗣）
南極家的管家，主要勤務為護衛南極姊妹。興趣是cosplay。被小鯨稱為「變態管家」。
瑪莉·吉波卡普拉·W·懷特貝爾（配音員：門脇舞以）
全球第二大財閥「懷特貝爾財團」的長女，綽號「白熊」，私立白熊學院2年1班學生，特徵為貧乳，髮色為白色。她立志摧毀南極財團，「白色騎士四天王」是她的手下。她個性傲嬌且有虐待狂傾向，會把整碗熱蕎麥麵倒在小櫻頭上。她是從美國來的留學生，英語流利，最不擅長的科目是古文（古代日文）。
她與小櫻變成巨人後以相撲決鬥，導致北極町全毀；北極町全毀所衍生的損害賠償金額100億兆日圓（南極家與懷特貝爾家共同賠償）導致懷特貝爾財團破產，連帶導致白熊學院廢校。白熊學院廢校後，她與「白色騎士四天王」被強制轉學入北極學園2年1班，與「白色騎士四天王」共度赤貧生活；她身上的衣物，從制服到內褲，都是縫縫補補的。
瑪麗亞·吉波卡普拉·W·懷特貝爾（配音員：鹽野アンリ）
「白色騎士四天王」成員，稱號為「捕食」，是白熊的妹妹，髮色為白色，擅長西洋劍而有虐待狂傾向，喜歡以西洋劍一刀一刀劃在對手身上以折磨對手。她極度崇拜白熊，對白熊的崇拜程度近乎女同性戀。
在動畫版中，她轉學入北極學園後加入擊劍社，以其美貌與劍術成為女學生的偶像。
兒魂清海（配音員：明坂聰美）
「白色騎士四天王」成員，稱號為「知皇」。喜歡猜謎與看歷史小說，也是白熊學院猜謎研究社社長，頭戴裝飾用的迷你型學士帽，最喜歡像豐臣秀吉那樣的人。她擅長以「死亡猜謎」（quiz death match）耍弄對手，而她親自擔任主持人；最後落敗者，其腳下的地板會自動朝下開啟，使其落水。
在動畫版中，她轉學入北極學園後創辦猜謎研究社，親自擔任社長與主持人，主持時會扮成兔女郎。
伊集院鰈（配音員：鈴木裕）
「白色騎士四天王」成員，稱號為「麗戀」，是「白色騎士四天王」中唯一的偽娘。初登場時14歲，擅長「掀裙技」掀起女孩子的裙子，因喜歡掀起女孩子的裙子而男扮女裝，特徵為哥德蘿莉裝，是白熊學院美術社社長。白熊不知道他是男的，但其他三天王知道他是男的，而且清海知道他的本名。
在動畫版中，他轉學入北極學園後加入競技啦啦隊社，以其美貌成為男學生的偶像，但男學生都不知道他是男孩子。
頰城鮪（配音員：鈴木真仁）
「白色騎士四天王」成員，稱號為「金剛」。特徵為女僕裝、右眼戴眼罩。她的眼神凶狠，擁有強大的腕力，以比腕力迎戰對手。她的個性是極度內向的無口，不敢與別人面對面說話（只會與白熊簡短對話），而以手機簡訊作為溝通方式。她以右手比腕力，能同時以左手輸入及傳送手機簡訊。
在動畫版中，她轉學入北極學園後加入料理研究社，教導社員做料理。
頰城咲（配音員：瞰野純）
頰城鮪的妹妹，北極學園1年1班學生，初登場時13歲，與頰城鮪一樣內向、無口但更為害羞，身材嬌小，外貌像長門有希但非貧乳。她被頰城鮪過度保護，也是一個「A Girl」，很崇拜小櫻，與小櫻一樣喜歡《竹筍子》系列。小櫻給她的評語是「萌翻啦」。
瑪麗安娜（配音員：本多知惠子）
「黑薔薇傳播通訊社」社長。年齡不詳，特徵為呆毛、兩根像大角般的髮尾、比小櫻還大的巨乳。她的真實身分是小櫻的母親，個性凶暴，有虐待狂傾向，以嚴苛的方式教育小櫻，小櫻從小就被她以皮鞭懲罰，懲罰的方式有鞭打、緊縛、倒吊等，被小櫻稱為「超教育媽咪」。由於工作的關係，她經常不在家。
為了考驗小櫻是否已成為一個好孩子，她創立一個空頭的敵對公司（即「黑薔薇傳播通訊社」），綁架瑪莉，考驗小櫻如何解決此事；最後，她給小櫻的評語是「太弱了，而且腦筋也差，根本不配當南極家的繼承人」，但以「看在那粉紅色頭髮女孩（小鯨）的友情份上」為由算小櫻合格。
阿葛雅（Aqua）（配音員：宍戸留美）
「黑薔薇傳播通訊社」課長。初登場時14歲。她的真實身分是「黑薔薇流女忍者」，擅長使用「名片手裡劍」攻擊對手，以「魅忍」自居，自稱另一個名字是「阿空亞」。
她與莉芙是孤兒，被瑪麗安娜收養；所以她將瑪麗安娜視為母親，立志成為最強的忍者以搏取瑪麗安娜的疼愛。在漫畫版第142話中，她與莉芙被瑪麗安娜以e-mail命令在日本生活且轉學入北極學園2年1班，形同被瑪麗安娜遺棄。
莉芙（Reef）（配音員：秋谷智子）
「黑薔薇傳播通訊社」社員。初登場時13歲，是一個膽小、愛哭、天然呆的冒失娘，是社內最容易把事情搞砸的人：對手放話壯膽時，她會害怕得趴在對手身上大哭；她使用「催眠彈」原本是想迷昏瑪莉，結果不是迷昏瑪莉而是迷昏自己；她使用手裡劍時，還沒擲出手裡劍就先被自己手上的手裡劍割傷手指。在漫畫版第147話中，她被阿葛雅譏為「萬年小忍者」，犯錯時就會被阿葛雅以右手掌打屁股。
在漫畫版第142話中，她與阿葛雅被瑪麗安娜以e-mail命令在日本生活且轉學入北極學園2年1班，形同被瑪麗安娜遺棄。
鯖子
北極學園第69屆學生會書記，負責擔任學生會書記，特徵為眼鏡娘與雙馬尾。僅登場於漫畫版第22至26話。
南極鯛助
南極姊妹的父親，南極財團第三代總裁。每日飛奔全球各地處理業務。
南極太郎
南極姊妹的叔叔，北極學園理事長。他曾被瑪莉用計奪得北極學園經營權，使北極學園被廢校；北極町全毀與懷特貝爾財團破產後，北極學園重建且復校，他回任北極學園理事長。
擇捉鯨五郎（配音員：松山鷹）
擇捉道場的師父，從小就以養育男孩子的方式養育小鯨，強迫小鯨經歷嚴苛的空手道修行，好讓小鯨繼承擇捉道場。
在《企鵝美眉》漫畫版中沒有名字，在《企鵝美眉MAX》第24話才有名字。
根鯖真（配音員：中村太亮）
北極學園2年1班學生，在漫畫版第22話中參選第69屆學生會會長落選。在漫畫版第90話中被白熊欺騙，轉學入白熊學院後只當了5分鐘的學生會長就被解職，事後後悔莫及。
海豚（配音員：戶松遙）
栗尾家世世代代封印且供奉的水神。被封印在栗尾神社本堂，在漫畫版第150話中被小櫻打開封印箱而解開封印。她的外貌為雙馬尾貧乳蘿莉，髮色為淺藍色，全身只穿著一件肚兜，雙手手腕上有半透明的飄帶。她能隨意操縱水，總有水滴漂浮在身旁。她的個性高傲而任性，厭惡好色的人，會把侮辱她的人變成金魚作為奴隸使喚；被變成金魚的人，就算不在水中也能存活。在漫畫版第151話中，小楓在她面前說她是「洗衣板」（貧乳），立即被她變成金魚；在漫畫版第162話最後，小楓才被變回來。
一旦激怒了她，她就會引起大災難，例如以大水淹沒整個北極町。她在憤怒到達最高點時會變成最終型態「黑海豚」，瞳孔會變成貓眼狀，髮色會變成黑色。
在漫畫版第162話最後，她以其神力使北極町回復原狀；北極町回復原狀後，她認為「和人類互相溝通也是必要的」，所以就讀北極小學3年2班，黏在小楓身邊。
艾吉生
是負責監視及保護海豚的「神水母」，喜歡女孩子的胸部，把女孩子的胸部視為比吃飯更重要的事物，會以其觸手纏住女孩子的身體以「測定」女孩子的「飽滿度」。海豚刻意與他保持距離，理由是她不想變得像他一樣好色。
在漫畫版第154話中，小櫻、小鯨與妮妮在被海豚以大水淹沒的北極町上漂流，漂到艾吉生頭上；艾吉生誤以為小鯨是男孩子，宣稱自己對男孩子沒興趣，被小鯨氣得一拳打昏；在第155話中，艾吉生清醒後，立即尊稱小鯨為「大姐」，表示要當小鯨的小弟。
竹筍子（配音員：中村知世）
小櫻最喜歡的動畫《竹筍子》系列的女主角。外貌特徵為頭頂的竹筍狀角與臉上的竹筍狀眉毛，穿著為校園泳裝加水手服加貓尾。她變身之後，擊退邪惡的竹籐組織的手下，保護光竹林；最後被老爺爺拿來做成竹筍飯吃掉。
海老老師（配音員：並木法子）
北極學園的女教師，是2年1班導師，特徵為像煮熟的日本龍蝦一樣紅的頭髮與像蝦一樣的兩根呆毛。僅登場於動畫版。
本山"KIT"海苔文
漫畫版連載第2回中曾經登場的男性角色。喜歡小櫻。
依據高橋哲哉於《企鵝美眉》單行本第2卷卷末所言，海苔文是高橋哲哉與秋田書店責任編輯K先生都很喜歡的角色，但他在《企鵝美眉》讀者投票中獲得的支持率是最低的；於是高橋哲哉與K先生訂定協議：「再也不畫男性角色。」於是《企鵝美眉》連載第2回沒被收錄在單行本裡，《企鵝美眉》變成了以女性角色為主的漫畫。
席拉·K·恩絲
「北極町黑幫」首領，在出租公寓裡獨居，屢次綁架小櫻卻都失敗，被黑虎開除，隨即被席巴斯安排成為北極學園保健室醫生。
田中先生
小櫻的秘密房間「動畫DVD永久保存室」的員工，主要工作是將小櫻收藏的動畫VHS錄影帶轉錄為DVD。
國後
北極學園籃球社顧問老師。運動神經好，也很受女學生歡迎，卻是一個男同性戀者，有一個體重不超過30公斤的男朋友。
黑虎
北極町黑幫老大，是席拉的上司，被席拉尊稱為「BT大人」。不滿席拉屢次綁架小櫻未成，宣布開除席拉。
Pekko
南極家首席化妝師，包辦小櫻的化妝。
津波
實習衰神，外貌為短髮貧乳蘿莉。就讀「衰神小學」。為了完成「不管找誰都行，去讓他破產」的習題而要讓白熊破產，要讓白熊破產的理由是白熊已經很窮、比較容易破產。
山田佛萊迪
南極財團經營的女僕咖啡店「南極破冰船」男店長，與女店員同樣穿女僕裝。
鄂霍次克·杜男
擇捉道場睽違5年的新學徒，是來自加拿大的留學生，外貌為原哲夫畫風的無口男，綽號「同性男」。他對日本文化深感興趣，為了學習武道而來擇捉道場拜師。小鯨對他一見鍾情，但在與父親對打時不慎把他打得無法再站起來。

## 出版書籍
企鵝美眉
| 卷數 | 秋田書店     | 秋田書店               | 東立出版社    | 東立出版社             |
| 卷數 | 發售日期     | ISBN                   | 發售日期      | ISBN                   |
| ---- | ------------ | ---------------------- | ------------- | ---------------------- |
| 1    | 2007年2月8日 | ISBN 978-4-253-20941-0 | 2008年4月11日 | ISBN 978-986-10-1665-8 |
| 2    | 2007年8月8日 | ISBN 978-4-253-20942-7 | 2008年4月15日 | ISBN 978-986-10-1666-5 |
| 3    | 2008年2月8日 | ISBN 978-4-253-20943-4 | 2008年5月14日 | ISBN 978-986-10-1667-2 |

企鵝美眉MAX
| 卷數 | 秋田書店      | 秋田書店               | 東立出版社    | 東立出版社             |
| 卷數 | 發售日期      | ISBN                   | 發售日期      | ISBN                   |
| ---- | ------------- | ---------------------- | ------------- | ---------------------- |
| 1    | 2008年8月20日 | ISBN 978-4-253-23253-1 | 2009年7月10日 | ISBN 978-986-10-3715-8 |
| 2    | 2009年2月20日 | ISBN 978-4-253-23254-8 | 2009年7月10日 | ISBN 978-986-10-3716-5 |
| 3    | 2009年8月20日 | ISBN 978-4-253-23255-5 | 2010年3月23日 | ISBN 978-986-10-4352-4 |
| 4    | 2010年3月19日 | ISBN 978-4-253-23256-2 | 2010年9月28日 | ISBN 978-986-10-5469-8 |

## 網路動畫
据《企鵝美眉》改编的網路动画《企鵝美眉♥心》已於日本時間2008年4月19日中午開始每星期六在NICONICO動畫合法播放至2008年11月25日播畢，全22話，分為兩部：第一部為第1至11集，第二部為第12至22集。神奈川電視台在日本時間2008年7月31日24時45分至25時15分（即2008年8月1日1時15分）播映《企鵝美眉♥心 公開收錄版＋α》作為動畫系音樂節目《@Tunes.》的特別節目，內含《企鵝美眉♥心》第10集。

### 工作人員
- 導演：松井仁之
- 人物設定：
- 總作畫監督：岩崎たいすけ、植田和幸
- 美術監督：高橋麻穗
- 色彩設計：
- 攝影監督：桑良人
- 編集：松原理惠
- 音樂：CAS
- 音響監督：岩浪美和
- 製作人：木宇部律久、中西孝、小坂龍司
- 動畫製作人：植田基生、澤口幸一
- 動畫製作：Picture Magic
- 製作：南極財閥（DWANGO、NAS、Good Smile Company、株式會社文化放送）

### 主題曲
片頭曲
主唱：PNGN6（片岡梓、伊瀨茉莉也、南條愛乃、野川櫻、門脇舞以、日高里菜）
作詞：；作曲：神前曉
第一部片尾曲
主唱：PNGN4（片岡梓、伊瀨茉莉也、南條愛乃、日高里菜）
作詞：；作曲：ARM
第二部片尾曲
主唱：PNGN3（片岡梓、伊瀨茉莉也、南條愛乃）
作詞、作曲：；編曲：ARM

### 各話列表
| 話數                | 標題                                              | 腳本     | 分鏡           | 演出           | 作畫監督          | 配信日期                      |
| 第一部              | 第一部                                            | 第一部   | 第一部         | 第一部         | 第一部            | 第一部                        |
| ------------------- | ------------------------------------------------- | -------- | -------------- | -------------- | ----------------- | ----------------------------- |
| はぁと01            | ペンギン、襲来                                    | 樋口達人 | まついひとゆき | まついひとゆき | 河合淳            | 4月19日                       |
| はぁと02            | 逆襲のシャー                                      | 樋口達人 | まついひとゆき | まついひとゆき | 後藤玉次          | 4月26日                       |
| はぁと03            | 妹は小学3年生                                     | 佐藤和治 | まついひとゆき | 神原敏昭       | 三浦ひろゆき      | 5月3日                        |
| はぁと04            | めぐりあい夜空（そら）の下                        | 佐藤和治 | 影山楙倫       | 神原敏昭       | 永野孝明          | 5月10日                       |
| はぁと05            | マリー様がみてる                                  | 佐藤和治 | 楠本久作       | 神原敏昭       | 千葉茂            | 5月17日                       |
| はぁと06            | これがワタチーのご主人様!                         | 樋口達人 | 影山楙倫       | 笠井信児       | 武藤和浩          | 5月24日                       |
| はぁと07            | みんな好きの巫女                                  | 樋口達人 | 影山楙倫       | 笠井信児       | 武藤和浩          | 5月31日                       |
| はぁと08            | ねらわれちゃった学園                              | 樋口達人 | 影山楙倫       | 笠井信児       | 武藤和浩          | 6月7日                        |
| はぁと09            | 四暴遊戯                                          | 佐藤和治 | 綿田慎也       | 綿田慎也       | 山田太郎          | 6月14日                       |
| はぁと10            | 死闘、ホワイトナイツ!                             | 佐藤和治 | 綿田慎也       | 綿田慎也       | 山田太郎 高橋敦子 | 6月21日                       |
| はぁと11            | 伝説巨人ラブ、発動編                              | 佐藤和治 | 綿田慎也       | 綿田慎也       | 高橋敦子          | 6月28日                       |
| （祭）              |                                                   |          |                |                |                   |                               |
| 1                   | 公開コメント収録 練習編                           | -        | -              | -              | -                 | 7月5日                        |
| 2                   | 公開コメント収録 本番編                           | -        | -              | -              | -                 | 7月12日                       |
| 3                   | 忙しい人のための「ペンギン娘♥はぁと」自重編       | -        | -              | -              | -                 | 7月19日                       |
| 4                   | 忙しい人のための「ペンギン娘♥はぁと」運営の本気編 | -        | -              | -              | -                 | 7月26日                       |
| 5                   | 祝・DVD発売 運営は病気編                          | -        | -              | -              | -                 | 8月2日                        |
| 6                   | 祝・テレビ放送 祭晒し編 -前編・後編-              | -        | -              | -              | -                 | 8月9日                        |
| 7                   | ai sp@ceにペンギン娘はぁと降臨編                  | -        | -              | -              | -                 | 8月16日                       |
| 8                   | 【踊ってみた】ねんどろいどでペンギン降臨編 (1)    | -        | -              | -              | -                 | 8月23日                       |
| 9                   | 【踊ってみた】ねんどろいどでペンギン降臨編 (2)    | -        | -              | -              | -                 | 8月30日                       |
| 第二部              |                                                   |          |                |                |                   |                               |
| はぁと12            | 貧乏姉妹達物語                                    | 樋口達人 | 影山楙倫       | 三宅雄一郎     | 清水勝祐          | 9月6日                        |
| はぁと13            | バドミントンの王女様                              | 樋口達人 | 影山楙倫       | 三宅雄一郎     | 河合淳 清水勝祐   | 9月13日                       |
| はぁと14            | 銀河萌萌伝説                                      | 樋口達人 | 影山楙倫       | 三宅雄一郎     | 河合淳            | 9月20日                       |
| はぁと15            | バック・トゥ・ザ・6年前                           | 佐藤和治 | 山本三輪子     | 白石道太       | 秋田英人          | 9月27日                       |
| はぁと16            | 時をかけちゃった少女                              | 佐藤和治 | 山本三輪子     | 白石道太       | 千葉茂            | 10月4日                       |
| はぁと17            | 薔薇の使い魔                                      | 樋口達人 | 影山楙倫       | 岡嶋国敏       | 武藤和浩          | 10月11日                      |
| はぁと18            | 鰈なる一撃                                        | 樋口達人 | 影山楙倫       | 岡嶋国敏       | 青木真理子        | 10月18日                      |
| はぁと19            | 舞え、乙女                                        | 樋口達人 | 影山楙倫       | 岡嶋国敏       | 武藤和浩          | 10月25日                      |
| はぁと20            | さくら大変!?                                      | 佐藤和治 | まついひとゆき | まついひとゆき | 岩崎たいすけ      | 11月1日                       |
| はぁと21            | さくらと鯨、ふたりはマジピュア                    | 佐藤和治 | まついひとゆき | まついひとゆき | 植田和幸          | 11月8日                       |
| はぁと22 （最終話） | 世界の中心で愛を叫んで、脱出                      | 佐藤和治 | まついひとゆき | まついひとゆき | 水上ろんど        | 11月15日 （先行實況11月14日） |

### 播放電視台
| 播放地區 | 播放電視台             | 播放日期                 | 播放時間           | 聯播網    | 備註                                                                                         |
| -------- | ---------------------- | ------------------------ | ------------------ | --------- | -------------------------------------------------------------------------------------------- |
| 日本全域 | NICONICO Anime Channel | 2008年4月19日 - 11月25日 | 土曜 12:00 配信    | 網路廣播  |                                                                                              |
| 神奈川県 | 神奈川電視台           | 2008年7月31日            | 木曜 24:45 - 25:15 | 独立UHF局 | @Tunes.特別番組「ペンギン娘はぁと公開収録版+α」 としてはぁと10『死闘、ホワイトナイツ』を放送 |

## CD
- 恋愛自由少女♀（2008年6月25日、BMCS-0001）
  - 歌：PNGN6（南極さくら〈片岡梓〉、択捉鯨〈伊瀬茉莉也〉、栗尾ねね〈南條愛乃〉、シャー・チー〈野川櫻〉、南極かえで〈日高里菜〉、マリー・チュパカブラ・W・ホワイトベア〈門脇舞以〉）
    1. 恋愛自由少女♀
    2. 恋愛自由少女♀ 忙しい人「わかいからだ」「たまたま」ミックス
    3. 恋愛自由少女♀ 「これみよがしな」1.4倍速ミックス
    4. 恋愛自由少女♀ ショートVER
    5. 恋愛自由少女♀ instrumental.
- 揺れてはじけてあふれちゃう☆魅惑のペンギン娘（2008年7月30日、BMCS-0002）
  - 歌：PNGN4（南極さくら〈片岡あづさ〉、択捉鯨〈伊瀬茉莉也〉、栗尾ねね〈南條愛乃〉、南極かえで〈日高里菜〉）
    1. 揺れてはじけてあふれちゃう☆魅惑のペンギン娘
    2. 揺れてはじけてあふれちゃう☆魅惑のペンギン娘 忙しい人もときめこうよミックス
    3. 揺れてはじけてあふれちゃう☆魅惑のペンギン娘 1.55倍速electroclash.
    4. 揺れてはじけてあふれちゃう☆魅惑のペンギン娘 shortver.
    5. 揺れてはじけてひらいちゃう☆秘密のペンギン娘
      - 歌：あゆ

    6. 揺れてはじけてあふれちゃう☆魅惑のペンギン娘 2525 ver.

  1. 揺れてはじけてあふれちゃう☆魅惑のペンギン娘 instrumental.
  2. 揺れてはじけてひらいちゃう☆秘密のペンギン娘 instrumental.
- ゆらゆら＋ゆりゆら＋ななななー（2008年10月29日、BMCS-0004）
  - 歌：PNGN3（南極さくら〈片岡あづさ〉、択捉鯨〈伊瀬茉莉也〉、栗尾ねね〈南條愛乃〉）
    1. ゆらゆら+ゆりゆら+ななななー
    2. ゆらゆら+ゆりゆら+ななななー 忙しくっても遊べばいいよミックス
    3. ゆらゆら+ゆりゆら+ななななー 1.75 Go!Go!Go! Velocity Mix
    4. ちゃっかり+ちょっくり+ななななー
      - 歌：ayumikos

    5. ゆらゆら+ゆりゆら+ななななー shortver.
    6. ゆらゆら+ゆりゆら+ななななー instrumental.
    7. ちゃっかり+ちょっくり+ななななー instrumental.

## 作品的變遷
| 香港 有線電視兒童台 星期日8:00 - 9:00節目 | 香港 有線電視兒童台 星期日8:00 - 9:00節目  | 香港 有線電視兒童台 星期日8:00 - 9:00節目 |
| ----------------------------------------- | ------------------------------------------ | ----------------------------------------- |
|                                           | 企鵝美眉                                   |                                           |
| 忍者少女 （2007.12.9 - 2008.3.9)          | 我家有個狐仙大人 (2008.10.26 - 2009.06.10) |                                           |